# گلبهار خاتون (همسر بایزید دوم)
گلبهار خاتون (ترکی عثمانی: کل بهار خاتون؛ ح. ۱۴۵۳ – ح. ۱۵۰۵ یا ۱۲ ژوئن ۱۵۱۵) همسر بایزید دوم سلطان امپراتوری عثمانی و مادر یاوز سلطان سلیم بود.